# Brymela
Genre
Brymela est un genre de mousses de la famille des Pilotrichaceae. Il comprend une quinzaine d'espèces originaires d'Amérique centrale et du Sud, dont l'espèce type Brymela tutezona.

## Répartition
Les espèces du genre se rencontrent en Amérique centrale et du Sud, dont les îles des Caraïbes.

## Liste des espèces
Selon GBIF (16 juin 2021) :
- Brymela acuminata W.R.Buck, 1987
- Brymela callicostelloides W.R.Buck, 1987
- Brymela cavifolia (Mitt.) Vaz-Imbassahy & D.P.Costa
- Brymela complanata B.H.Allen
- Brymela crosbyi (B.H.Allen) B.H.Allen
- Brymela cuspidata W.R.Buck, 1989
- Brymela fissidentoides W.R.Buck, 1989
- Brymela fluminensis W.R.Buck, 1987
- Brymela laevinervis (Renauld & Cardot) B.H.Allen
- Brymela obtusifolia W.R.Buck, 1987
- Brymela parkeriana W.R.Buck, 1987
- Brymela rugulosa W.R.Buck, 1987
- Brymela tutezona Crosby & B.H.Allen, 1985
- Brymela websteri W.R.Buck, 1987

## Systématique
L'espèce type est Brymela tutezona, décrite par les botanistes Marshall Robert Crosby et Bruce Hampton Allen, en 1985.